# Rohtak

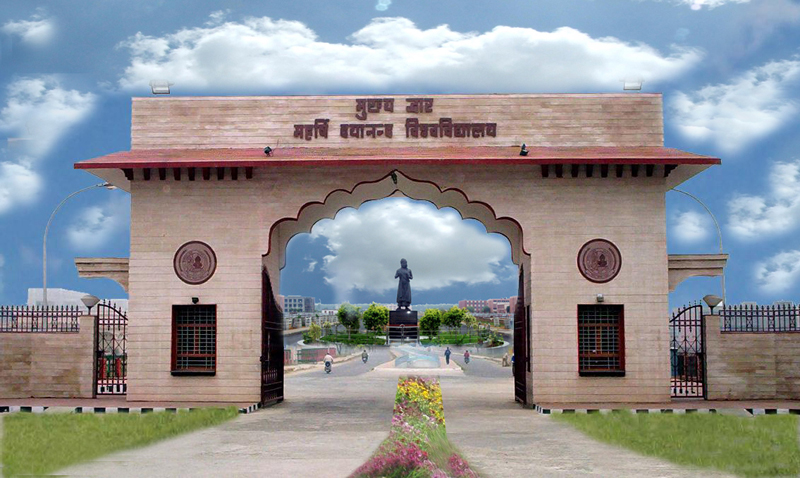
Rohtak – Universität

Rohtak (Hindi रोहतक) ist mit ca. 374.000 Einwohnern nach Faridabad und Gurugram die drittgrößte Stadt (Municipal Corporation) im indischen Bundesstaat Haryana. Sie ist die Hauptstadt des gleichnamigen Distrikts.

## Lage
Rohtak liegt etwa 80 km (Fahrtstrecke) nordwestlich von Delhi in einer Höhe von 224 m; Chandigarh, die gemeinsame Hauptstadt des Punjab und von Haryana befindet sich etwa 240 km in nördlicher Richtung. Rohtak hat einen Bahnhof mit Verbindungen zu vielen Städten Nordindiens. Das Klima ist heiß und mit Ausnahme der Monsunmonate Juli bis September trocken.

## Bevölkerung
Offizielle Bevölkerungsstatistiken werden erst seit 1991 geführt und veröffentlicht. Der starke Anstieg der städtischen Bevölkerungszahlen beruht im Wesentlichen auf der Zuwanderung von Familien aus dem Umland.
| Jahr      | 1991    | 2001    | 2011    |
| Einwohner | 216.096 | 294.577 | 374.292 |

Etwa 97 % der Einwohner sind Hindus, jeweils knapp 1 % sind Moslems, Jains und Sikhs; Christen und Buddhisten bilden Splittergruppen. Man spricht zumeist Hindi. Wie im Norden Indiens üblich, ist der männliche Bevölkerungsanteil um mehr als 10 % höher als der weibliche; die Alphabetisierungsrate liegt bei 85,7 % und gehört damit zu den höchsten in ganz Indien. Man spricht Hindi und Haryanvi.

## Wirtschaft
Der Distrikt Rohtak ist traditionell landwirtschaftlich geprägt, doch haben sich in der Stadt Rohtak im 19. Jahrhundert viele Handwerker, Kleinhändler und Dienstleister angesiedelt. Im 20. Jahrhundert entstanden die ersten kleineren Industrie-, Ausbildungs- und Gesundheitseinrichtungen, die mit dem starken Bevölkerungswachstum der Stadt immer zahlreicher wurden. Die Haryana State Industrial and Infrastructure Development Corporation (HSIIDC) hat – wahrscheinlich wegen der relativen Nähe zur Bundeshauptstadt Neu-Delhi – in den 1990er Jahren einen Industriepark (Industrial Model Township (IMT)) eingerichtet, in welchem sich diverse Firmen angesiedelt haben. Die Stadt ist Sitz einer Universität. Der Tourismus hat keinerlei Bedeutung.

## Geschichte
In der näheren Umgebung von Rohtak gibt es zwei frühe Ausgrabungsstätten von geringer Bedeutung; im Mahabharata taucht die Ortsbezeichnung Rohitika auf, die von einigen mit dem heutigen Rohtak identifiziert wird. Im Mittelalter gab es eine Festung, welche im Jahr 1410 nach sechsmonatiger Belagerung fiel und anschließend zerstört wurde. Unter der Mogul-Herrschaft gehörte die Region zum Verwaltungsbezirk von Delhi. Später stritten sich Rajputen, Sikhs, Jats und Marathen um Einflusssphären. Im Jahr 1803 kam die Region offiziell unter britische Herrschaft, doch kümmerten sich die Briten zunächst nur wenig um die Gebiete westlich des Yamuna-Flusses. Im Jahr 1824 entstand der Rohtak-Distrikt (tehsil), der später zum Punjab und im Jahr 1966 zum neu geschaffenen Bundesstaat Haryana kam.
Im Februar 2016 richteten aufständische Jats große Schäden an Geschäftsgebäuden von Nicht-Jats an, so dass einige Beobachter von rassistisch begründeten Übergriffen sprachen.

## Sehenswürdigkeiten
Die weitgehend moderne Stadt verfügt über keine historisch oder kulturell bedeutsame Sehenswürdigkeiten; lediglich der Tilyar Lake mit dem nahegelegenen Rohtak-Zoo spielt eine Rolle in der Freizeitgestaltung der Stadtbewohner.

## Söhne und Töchter der Stadt
- Punit Renjen (* 1961), CEO einer Unternehmensberatung
- Mallika Sherawat (* 1976), Schauspielerin
- Sakshi Malik (* 1992), Ringerin
- Deepak Hooda (* 1995), Cricketspieler
- Amit Panghal (* 1995), Boxer
- Kiran Pahal (* 2000), Sprinterin
- Shafali Verma (* 2004), Cricketspielerin